# Templin
Templin er en lille by i Brandenburg i Tyskland, med en befolkning på 17.127 (pr. 2006).
Byen blev først nævnt i 1270 (Templyn).
Byen er kendt som stedet hvor Angela Merkel voksede op.
- Wikimedia Commons har flere filer relateret til Templin